# Poésie fugitive
Die Poésie fugitive („flüchtige Poesie“, auch: Poésie légère, „leichte Poesie“) ist eine Sammelbezeichnung für die kleinen Dichtungen des Rokoko in Frankreich. Ihre Vorbilder sind Horaz, dessen carpe diem zum Motto des heiteren Lebensgenusses der Dichter wurde und dessen lyrische Formen wie Ode und Epistel wieder aufgegriffen wurden, Anakreon und die antike Bukolik, der sie – teilweise vermittelt durch die Schäferdichtung – die Themen entnahm. Anders als die deutsche empfindsame Anakreontik ist sie oft von frivol-erotischem und ironischem oder satirischem Ton.
Sie entstand gegen Ende des 17. Jahrhunderts in der Folge des epikureischen Materialismus Pierre Gassendis. Bedeutende Zirkel, die die Poésie fugitive pflegten, waren der Salon der Ninon de Lenclos und die Société du Temple, ein libertinistischer Kreis von Adligen und Dichtern um den Herzog von Vendôme und dessen Bruder, der sich im Pariser Bezirk Le Temple traf.
Die Hauptvertreter der Poésie fugitive waren Chapelle, Guillaume Amfrye de Chaulieu, Charles Auguste de La Fare, der junge Voltaire, Anthony Hamilton, ferner die so genannten Petits maîtres Jean-Baptiste de Grécourt, Alexis Piron, François-Joachim de Pierre de Bernis, Jean Baptiste de Gresset und Gentil-Bernard. 